# Alma Mater Museum
L'Alma Mater Museum (ex Museo Diocesano di Saragozza - MUDIZ), inaugurato il 21 marzo 2011, si trova nella zona più antica del Palazzo Arcivescovile di Saragozza, e costituisce uno spazio culturale dove sono esposti i beni della Diocesi di Saragozza.

## Architettura e contenuto espositivo
Lungo un insieme di spazi un tempo noti come Las Casas del Obispo, residenza dei vescovi e degli arcivescovi di Saragozza, dove soggiornarono anche i re d'Aragona, sovrani della monarchia ispanica e pontefici, si propone un doppio percorso che permette di conoscere la storia della Chiesa di Saragozza e i più importanti spazi storici della storia aragonese, il tutto con il supporto di una serie di innovativi progetti di video-mappatura che si proiettano sul vecchio edificio e forniscono un nuovo concetto di ciò che un museo diocesano.

## Opere principali

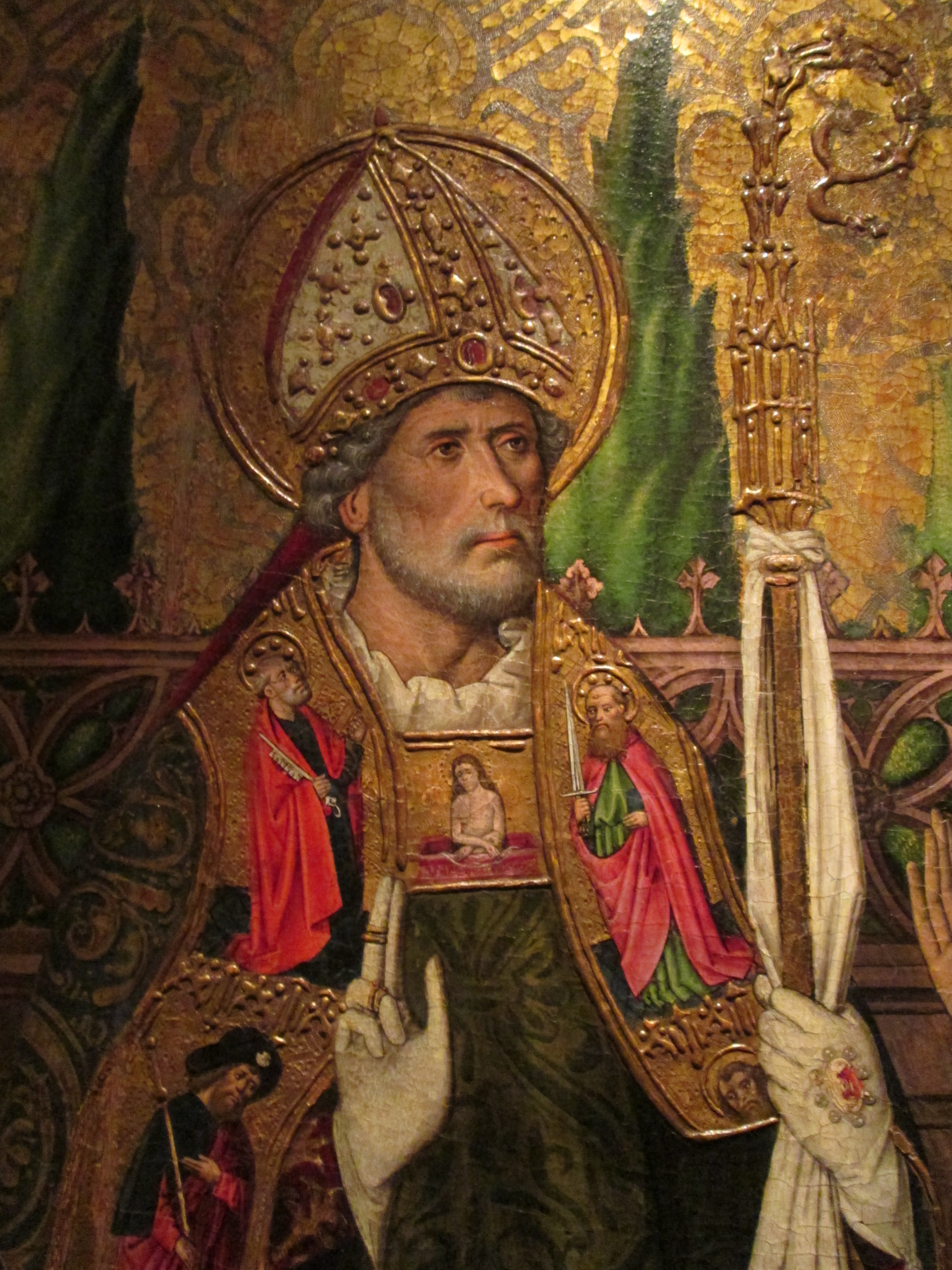
San Agustín, Tomás Giner, 458
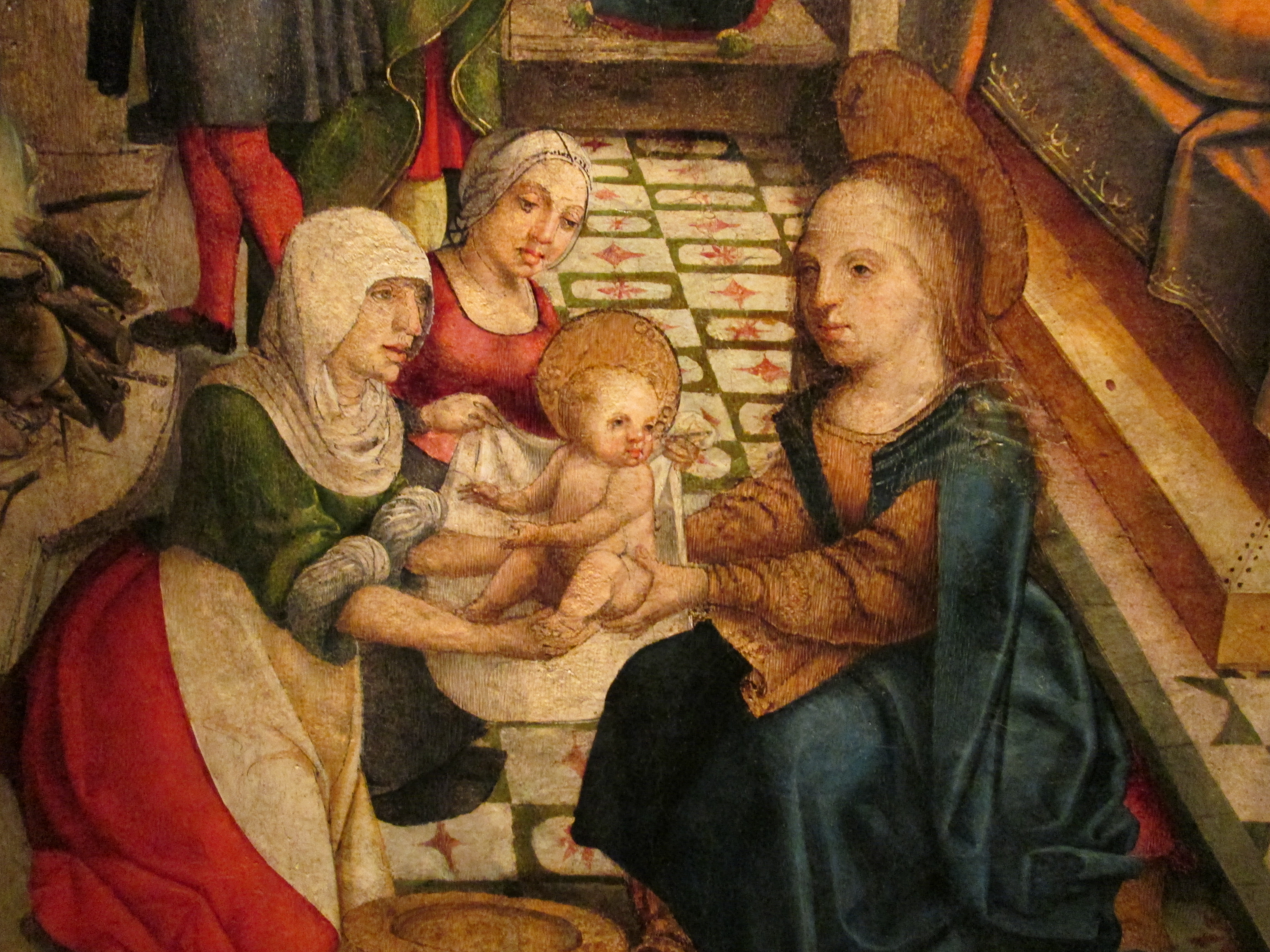
Detalle del nacimiento de San Juan el Bautista, Maestro de Villalzázar de Sirga
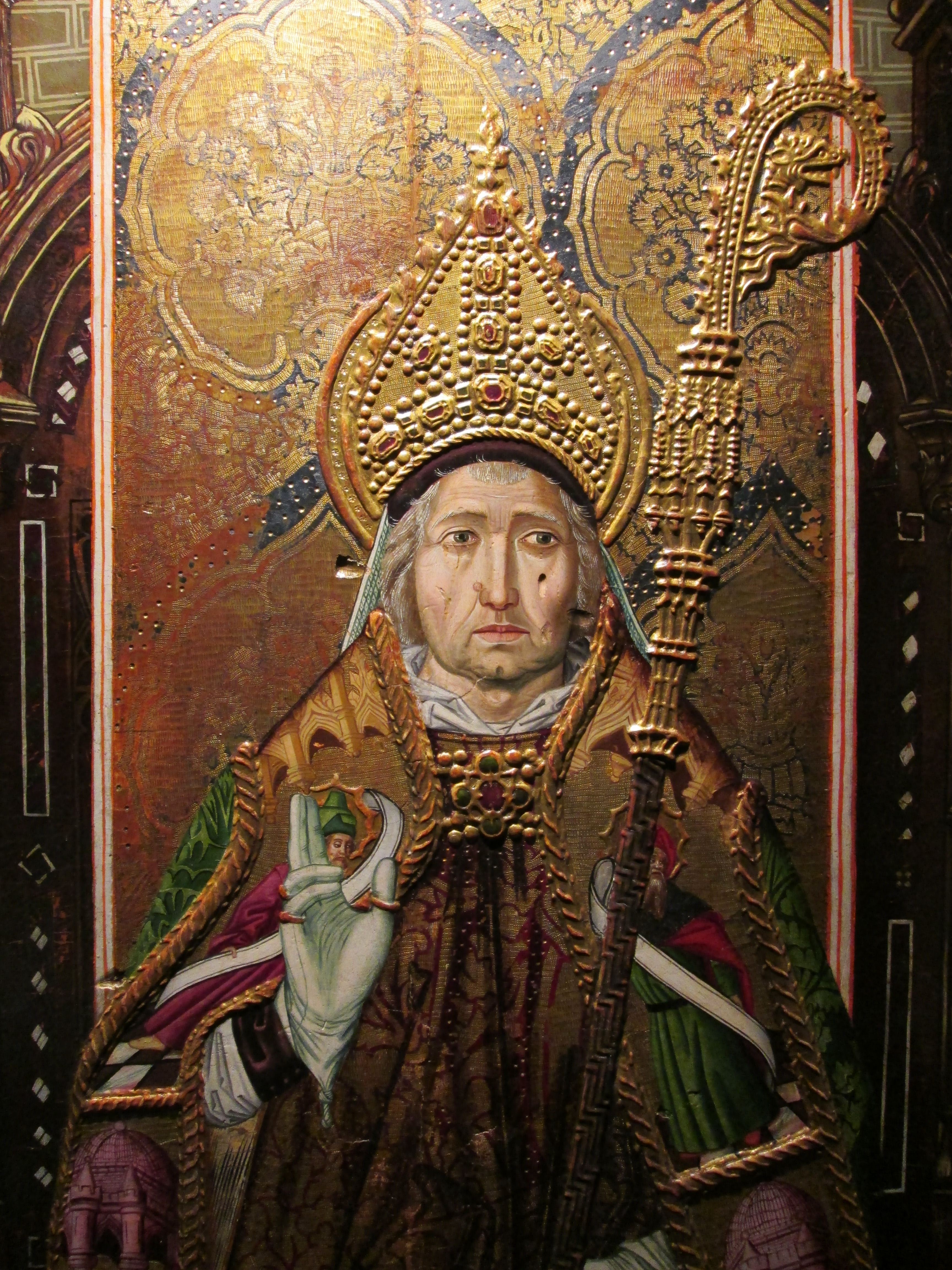
San Vlaero o San Blas, Martín Bernat, 1480-1495
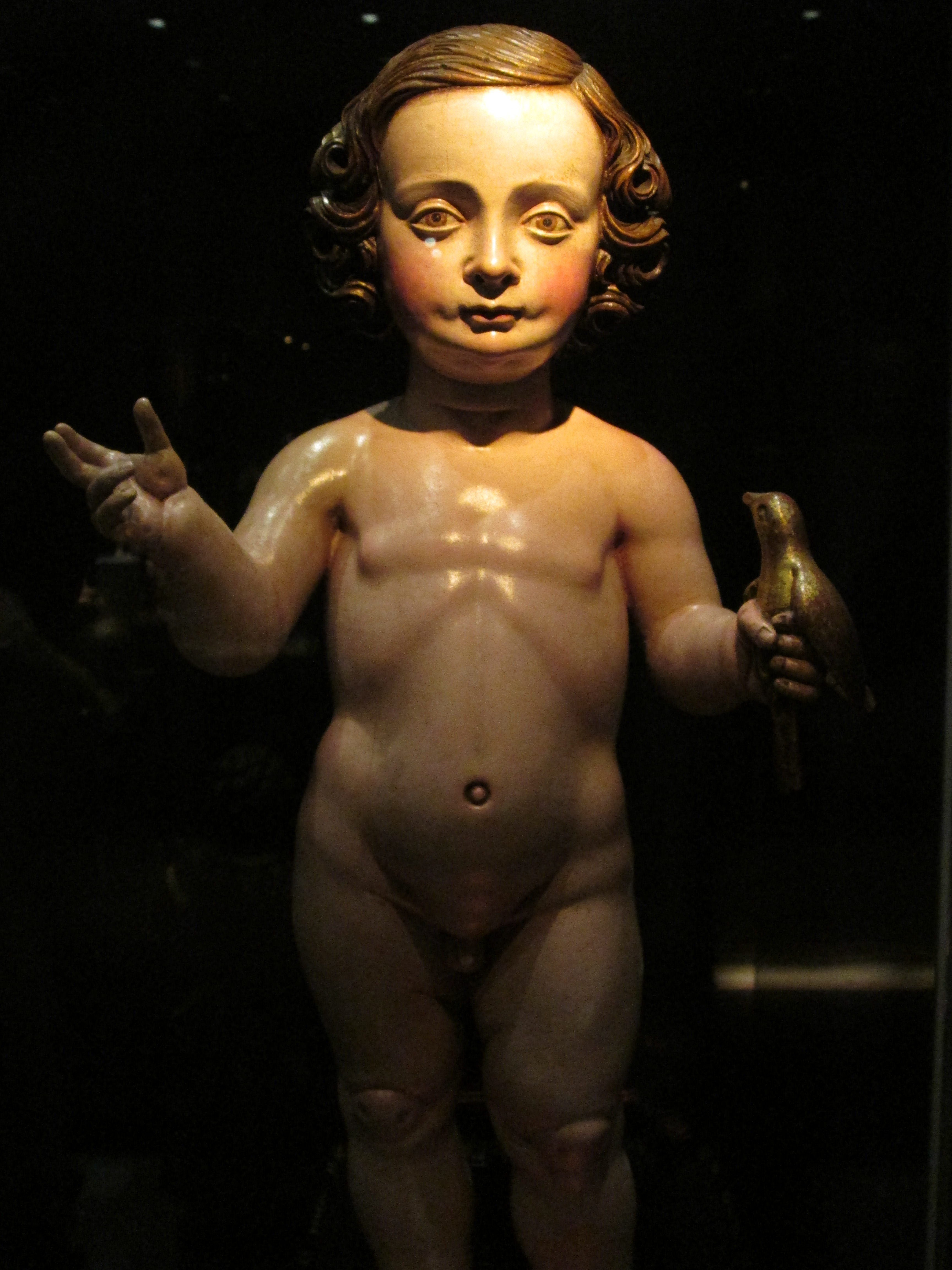
Niño Jesús en madera policromada, s. XVII
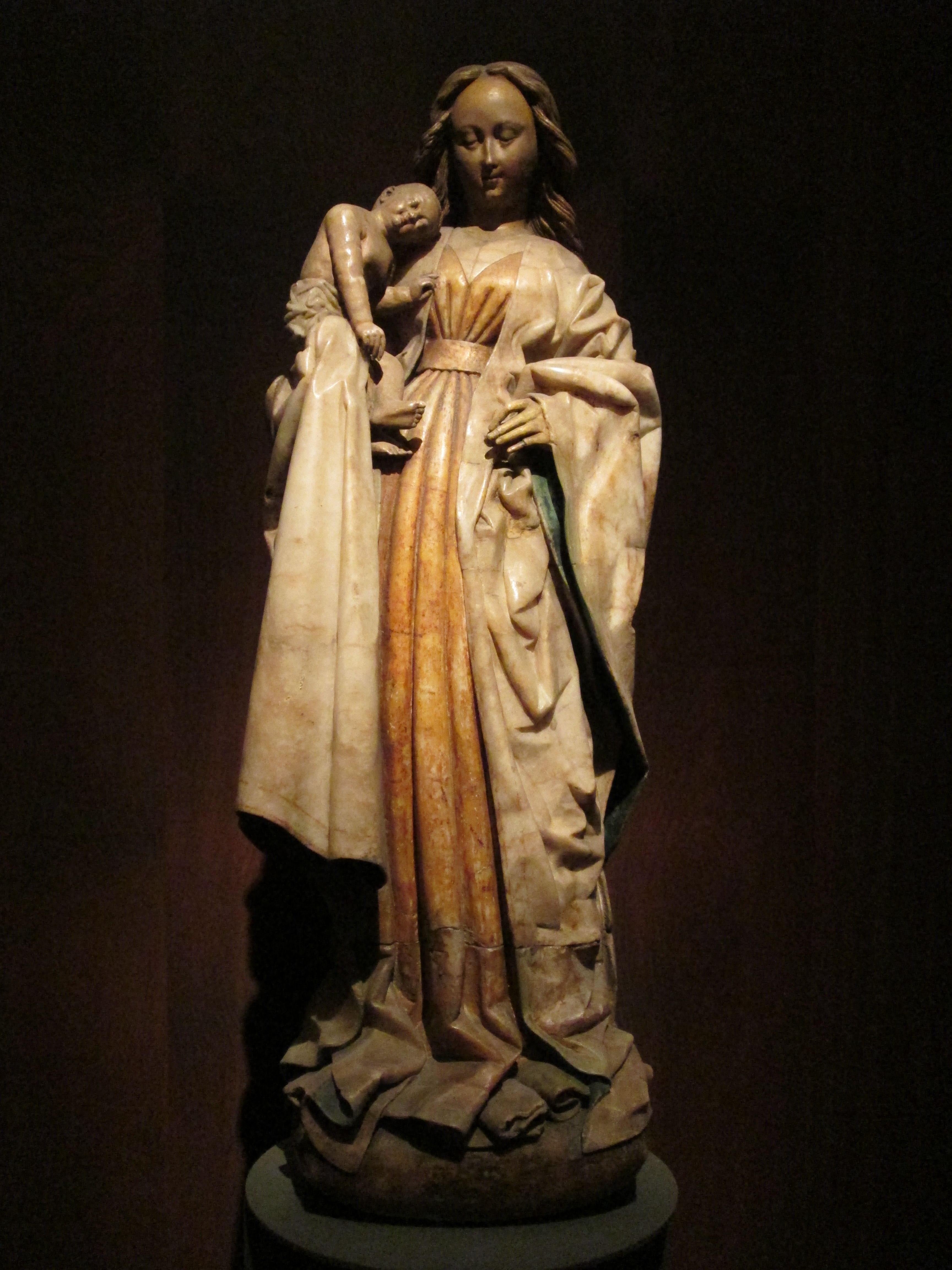
Virgen con niño, 1455-1475